# Campionati mondiali di pattinaggio di figura 2015
I Campionati mondiali di pattinaggio di figura 2015 sono stati la 105ª edizione della competizione di pattinaggio di figura, valida per la stagione 2014-2015. 
La Cina è stata scelta come paese ospitante nel giugno 2012. Shanghai è stata scelta come la città ospitante.

## Qualificazioni
Sono stati ammessi i pattinatori che hanno compiuto 15 anni entro il 1º luglio 2014.
Le Associazioni Nazionali selezionano i partecipanti secondo i propri criteri ma valgono le regole ISU che i loro atleti debbano aver conseguito il punteggio tecnico minimo richiesto ad un evento internazionale prima dei Campionati del Mondo, al fine di essere ammessi a partecipare a questo evento.
Le medaglie sono assegnate nelle discipline del singolo maschile, singolo donne, coppie e danza su ghiaccio. L'evento sarà determinante per il numero di partecipanti che ogni paese potrà inviare ai Campionati del Mondo 2016.

### Numero di partecipanti per discipline
In base ai risultati del Campionato mondiale 2014, ogni nazione membro dell'ISU può schierare da 1 a 3 partecipanti.
| Posti                                                            | Uomini                                      | Donne                       | Coppie                              | Danza                      |
| ---------------------------------------------------------------- | ------------------------------------------- | --------------------------- | ----------------------------------- | -------------------------- |
| 3                                                                | Giappone Stati Uniti                        | Giappone Russia Stati Uniti | Russia Canada Cina                  | Canada Russia Stati Uniti  |
| 2                                                                | Spagna Russia Cina Francia Rep. Ceca Canada | Italia Canada Corea del Sud | Germania Italia Francia Stati Uniti | Italia Francia Regno Unito |
| I paesi non in lista potranno far partecipare un solo candidato. |                                             |                             |                                     |                            |

## Risultati

### Uomini

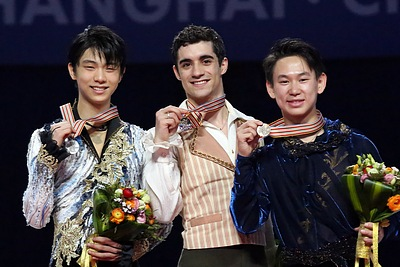
Il podio. Da sinistra Yuzuru Hanyū (argento), Javier Fernandez (oro) e Denis Ten (bronzo)

Il programma corto maschile si è tenuto il 27 marzo, il programma libero si é tenuto il giorno successivo.
| 1                               | Javier Fernandez           | Spagna        | 273.90 | 2  | 92.74 | 2  | 181.16 |
| 2                               | Yuzuru Hanyū               | Giappone      | 271.08 | 1  | 95.20 | 3  | 175.88 |
| 3                               | Denis Ten                  | Kazakistan    | 267.72 | 3  | 85.89 | 1  | 181.83 |
| 4                               | Jason Brown                | Stati Uniti   | 248.29 | 6  | 84.32 | 5  | 163.67 |
| 5                               | Nam Nguyen                 | Canada        | 242.59 | 9  | 77.73 | 4  | 164.86 |
| 6                               | Misha Ge                   | Uzbekistan    | 234.89 | 8  | 78.52 | 7  | 156.37 |
| 7                               | Maxim Kovtun               | Russia        | 230.70 | 16 | 70.82 | 6  | 159.88 |
| 8                               | Adam Rippon                | Stati Uniti   | 229.71 | 11 | 75.14 | 8  | 154.57 |
| 9                               | Florent Amodio             | Francia       | 229.62 | 7  | 80.84 | 11 | 148.78 |
| 10                              | Yan Han                    | Cina          | 229.15 | 5  | 84.45 | 13 | 144.70 |
| 11                              | Joshua Farris              | Stati Uniti   | 223.04 | 13 | 73.52 | 10 | 149.52 |
| 12                              | Takahiko Kozuka            | Giappone      | 222.69 | 19 | 70.15 | 9  | 152.54 |
| 13                              | Sergej Voronov             | Russia        | 218.41 | 4  | 84.70 | 17 | 133.71 |
| 14                              | Roland Lam                 | Hong Kong     | 214.36 | 14 | 72.66 | 14 | 141.70 |
| 15                              | Michal Brezina             | Rep. Ceca     | 213.83 | 10 | 76.84 | 15 | 136.99 |
| 16                              | Takahito Mura              | Giappone      | 211.74 | 23 | 64.93 | 12 | 146.81 |
| 17                              | Alexei Bychenko            | Israele       | 209.26 | 12 | 74.98 | 16 | 134.28 |
| 18                              | Chafik Besseghier          | Francia       | 199.86 | 18 | 70.27 | 19 | 129.59 |
| 19                              | June Hyoung Lee            | Corea del Sud | 197.52 | 24 | 64.51 | 18 | 133.01 |
| 20                              | Brendan Kerry              | Australia     | 194.57 | 17 | 70.36 | 21 | 133.71 |
| 21                              | Michael Christian Martinez | Filippine     | 192.38 | 22 | 67.03 | 20 | 124.21 |
| 22                              | Jeremy Ten                 | Canada        | 183.79 | 15 | 72.28 | 22 | 111.51 |
| 23                              | Alexander Majorov          | Svezia        | 176.55 | 21 | 67.53 | 23 | 109.02 |
| 24                              | Yaroslav Paniot            | Ucraina       | 174.52 | 20 | 69.09 | 24 | 105.43 |
| Non ammessi al programma libero |                            |               |        |    |       |    |        |
| 25                              | Ivan Righini               | Italia        |        | 25 | 63.05 |    |        |
| 26                              | Song Nan                   | Cina          |        | 26 | 61.69 |    |        |
| 27                              | Petr Coufal                | Rep. Ceca     |        | 27 | 60.31 |    |        |
| 28                              | Pavel Ignatenko            | Bielorussia   |        | 28 | 58.78 |    |        |
| 29                              | Peter Liebers              | Germania      |        | 29 | 54.28 |    |        |
| 30                              | Stephane Walker            | Svizzera      |        | 30 | 53.42 |    |        |

### Donne

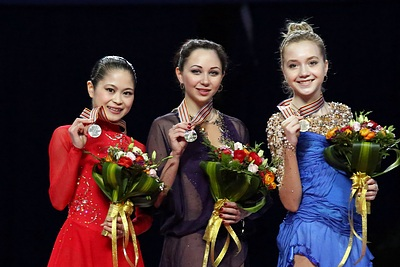
Il podio. Da sinistra Satoko Miyahara (argento), Elizaveta Tuktamyševa (oro) e Elena Radionova (bronzo)

Il programma corto femminile si è tenuto il 27 marzo, il programma libero si é tenuto il giorno successivo.
| 1                               | Elizaveta Tuktamyševa      | Russia        | 210.36 | 1   | 77.62 | 1    | 132.74 |
| 2                               | Satoko Miyahara            | Giappone      | 193.60 | 3   | 67.02 | 4    | 126.58 |
| 3                               | Elena Radionova            | Russia        | 191.47 | 2   | 69.51 | 6    | 121.96 |
| 4                               | Gracie Gold                | Stati Uniti   | 188.96 | 8   | 60.73 | 2    | 128.23 |
| 5                               | Ashley Wagner              | Stati Uniti   | 185.01 | 11  | 57.81 | 3    | 127.20 |
| 6                               | Rika Hongō                 | Giappone      | 184.58 | 5   | 62.17 | 5    | 122.41 |
| 7                               | Kanako Murakami            | Giappone      | 179.66 | 4   | 65.48 | 8    | 114.18 |
| 8                               | Polina Edmunds             | Stati Uniti   | 177.83 | 7   | 61.71 | 7    | 116.12 |
| 9                               | Li Zijun                   | Cina          | 165.22 | 6   | 61.83 | 11   | 103.39 |
| 10                              | Maé-Bérénice Méité         | Francia       | 162.75 | 12  | 57.08 | 10   | 105.67 |
| 11                              | Alaine Chartrand           | Canada        | 161.18 | 10  | 60.24 | 12   | 100.94 |
| 12                              | Park So-youn               | Corea del Sud | 160.75 | 15  | 53.95 | 9    | 106.80 |
| 13                              | Anna Pogorilaja            | Russia        | 160.31 | 9   | 60.50 | 13   | 99.81  |
| 14                              | Joshi Helgesson            | Svezia        | 155.35 | 13  | 56.28 | 14   | 99.07  |
| 15                              | Nicole Rajičová            | Slovacchia    | 152.61 | 14  | 54.40 | 15   | 98.21  |
| 16                              | Angelīna Kučvaļska         | Lettonia      | 141.54 | 23  | 45.74 | 16   | 95.80  |
| 17                              | Anne Line Gjersem          | Norvegia      | 139.75 | 20  | 49.25 | 17   | 90.50  |
| 18                              | Daša Grm                   | Slovenia      | 137.45 | 22  | 47.21 | 18   | 90.24  |
| 19                              | Kim Hae-jin                | Corea del Sud | 136.24 | 18  | 50.03 | 19   | 86.21  |
| 20                              | Roberta Rodeghiero         | Italia        | 134.74 | 17  | 51.42 | 21   | 83.32  |
| 21                              | Gabrielle Daleman          | Canada        | 133.57 | 21  | 48.13 | 20   | 85.44  |
| 22                              | Elene Gedevanishvili       | Georgia       | 132.25 | 16  | 52.11 | 22   | 80.14  |
| 23                              | Nicole Schott              | Germania      | 127.56 | 19  | 49.29 | 23   | 78.27  |
| 24                              | Giada Russo                | Italia        | 120.11 | 24  | 43.85 | 24   | 76.26  |
| Non ammesse al programma libero |                            |               |        |     |       |      |        |
| 25                              | Natalia Popova             | Ucraina       |        | 25  | 43.60 | N.D. | N.D.   |
| 26                              | Ivett Tóth                 | Ungheria      |        | 26  | 43.47 | N.D. | N.D.   |
| 27                              | Eliška Březinová           | Rep. Ceca     |        | 27  | 43.37 | N.D. | N.D.   |
| 28                              | Aleksandra Golovkina       | Lituania      |        | 28  | 43.16 | N.D. | N.D.   |
| 29                              | Anastasia Galustyan        | Armenia       |        | 29  | 41.84 | N.D. | N.D.   |
| 30                              | Netta Schreiber            | Israele       |        | 30  | 41.84 | N.D. | N.D.   |
| 31                              | Kiira Korpi                | Finlandia     |        | 31  | 41.11 | N.D. | N.D.   |
| 32                              | Niki Wories                | Paesi Bassi   |        | 32  | 40.38 | N.D. | N.D.   |
| 33                              | Eveline Brunner            | Svizzera      |        | 33  | 39.69 | N.D. | N.D.   |
| 34                              | Alisson Krystle Perticheto | Filippine     |        | 34  | 38.75 | N.D. | N.D.   |
| 35                              | Brooklee Han               | Australia     |        | 35  | 35.54 | N.D. | N.D.   |
|                                 | Kerstin Frank              | Austria       | RIT    | RIT | RIT   | RIT  | RIT    |

### Coppie

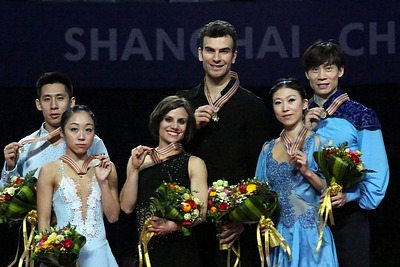
Il podio. Da sinistra Sui Wenjing / Han Cong (argento), Meagan Duhamel / Eric Radford (oro) e Pang Qing / Tong Jian (bronzo)

Il programma corto a coppie si è tenuto il 25 marzo, il programma libero si é tenuto il giorno successivo.
| 1                               | Meagan Duhamel Eric Radford          | Canada        | 221.53 | 1  | 76.98 | 1    | 144.55 |
| 2                               | Sui Wenjing Han Cong                 | Cina          | 214.12 | 3  | 71.63 | 2    | 142.49 |
| 3                               | Pang Qing Tong Jian                  | Cina          | 212.77 | 2  | 72.59 | 3    | 140.18 |
| 4                               | Peng Cheng Zhang Hao                 | Cina          | 206.63 | 5  | 69.67 | 4    | 136.96 |
| 5                               | Juko Kavaguti Aleksandr Smirnov      | Russia        | 198.91 | 4  | 71.59 | 6    | 127.32 |
| 6                               | Evgenija Tarasova Vladimir Morozov   | Russia        | 198.46 | 6  | 67.71 | 5    | 130.75 |
| 7                               | Alexa Scimeca Chris Knierim          | Stati Uniti   | 185.81 | 7  | 65.56 | 7    | 120.25 |
| 8                               | Julianne Séguin Charlie Bilodeau     | Canada        | 178.03 | 10 | 60.53 | 10   | 117.50 |
| 9                               | Vanessa James Morgan Ciprès          | Francia       | 177.34 | 12 | 58.28 | 8    | 119.06 |
| 10                              | Kristina Astakhova Alexei Rogonov    | Russia        | 173.58 | 13 | 55.55 | 9    | 118.03 |
| 11                              | Valentina Marchei Ondřej Hotárek     | Italia        | 172.55 | 9  | 60.56 | 11   | 111.99 |
| 12                              | Haven Denney Brandon Frazier         | Stati Uniti   | 172.51 | 8  | 61.32 | 12   | 111.19 |
| 13                              | Lubov Iliushechkina Dylan Moscovitch | Canada        | 169.91 | 11 | 60.32 | 13   | 109.59 |
| 14                              | Nicole Della Monica Matteo Guarise   | Italia        | 151.77 | 14 | 54.48 | 15   | 97.29  |
| 15                              | Mari Vartmann Aaron Van Cleave       | Germania      | 147.84 | 15 | 47.76 | 14   | 100.08 |
| 16                              | Amani Fancy Christopher Boyadji      | Gran Bretagna | 130.22 | 16 | 46.69 | 16   | 83.53  |
| Non ammesse al programma libero |                                      |               |        |    |       |      |        |
| 17                              | Maria Paliakova Nikita Bochkov       | Bielorussia   |        | 17 | 46.17 | N.D. | N.D.   |
| 18                              | Miriam Ziegler Severin Kiefer        | Austria       |        | 18 | 45.99 | N.D. | N.D.   |
| 19                              | Narumi Takahashi Ryūichi Kihara      | Giappone      |        | 19 | 44.54 | N.D. | N.D.   |

### Danza su ghiaccio

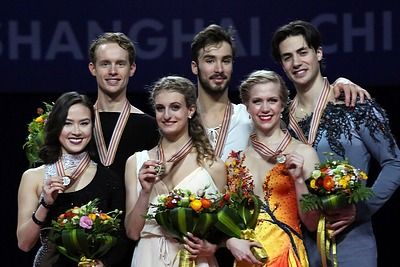
Il podio. Da sinistra Madison Chock / Evan Bates (argento), Gabriella Papadakis / Guillaume Cizeron (oro) e Kaitlyn Weaver / Andrew Poje (bronzo)

Il programma corto di danza sul ghiaccio si è tenuto il 25 marzo, il programma libero si é tenuto il 27 marzo.
| 1                               | Gabriella Papadakis Guillaume Cizeron      | Francia       | 184.28 | 4   | 71.94 | 1    | 112.34 |
| 2                               | Madison Chock Evan Bates                   | Stati Uniti   | 181.34 | 1   | 74.47 | 2    | 106.87 |
| 3                               | Kaitlyn Weaver Andrew Poje                 | Canada        | 179.42 | 2   | 72.68 | 3    | 106.74 |
| 4                               | Anna Cappellini Luca Lanotte               | Italia        | 177.50 | 3   | 72.39 | 4    | 105.11 |
| 5                               | Maia Shibutani Alex Shibutani              | Stati Uniti   | 172.03 | 6   | 69.32 | 5    | 102.71 |
| 6                               | Piper Gilles Paul Poirier                  | Canada        | 165.22 | 7   | 65.90 | 6    | 99.32  |
| 7                               | Elena Il'inych Ruslan Zhiganshin           | Russia        | 164.84 | 5   | 69.46 | 9    | 95.38  |
| 8                               | Ksenia Monko Kirill Khaliavin              | Russia        | 159.13 | 10  | 62.36 | 8    | 96.77  |
| 9                               | Aleksandra Stepanova Ivan Bukin            | Russia        | 156.95 | 14  | 59.62 | 7    | 97.33  |
| 10                              | Madison Hubbell Zachary Donohue            | Stati Uniti   | 156.56 | 11  | 61.43 | 10   | 95.13  |
| 11                              | Laurence Fournier Beaudry Nikolaj Sørensen | Danimarca     | 156.23 | 9   | 62.40 | 11   | 93.83  |
| 12                              | Charlène Guignard Marco Fabbri             | Italia        | 153.84 | 12  | 61.02 | 12   | 92.82  |
| 13                              | Alexandra Paul Mitchell Islam              | Canada        | 152.59 | 8   | 64.38 | 14   | 88.21  |
| 14                              | Sara Hurtado Adrià Díaz                    | Spagna        | 148.67 | 15  | 59.16 | 13   | 89.51  |
| 15                              | Federica Testa Lukáš Csölley               | Slovacchia    | 142.29 | 13  | 60.07 | 15   | 82.22  |
| 16                              | Alisa Agafonova Alper Uçar                 | Turchia       | 136.47 | 16  | 56.07 | 16   | 80.40  |
| 17                              | Oleksandra Nazarova Maxim Nikitin          | Ucraina       | 133.80 | 17  | 55.08 | 17   | 78.72  |
| 18                              | Carolina Moscheni Ádám Lukács              | Ungheria      | 131.01 | 19  | 53.05 | 18   | 77.96  |
| 19                              | Wang Shiyue Liu Xinyu                      | Cina          | 128.77 | 18  | 54.38 | 19   | 74.39  |
| 20                              | Allison Reed Vasili Rogov                  | Israele       | 124.32 | 20  | 51.12 | 20   | 73.20  |
| Non ammesse al programma libero |                                            |               |        |     |       |      |        |
| 21                              | Barbora Silná Juri Kurakin                 | Austria       |        | 21  | 49.57 | N.D. | N.D.   |
| 22                              | Cathy Reed Chris Reed                      | Giappone      |        | 22  | 48.32 | N.D. | N.D.   |
| 23                              | Irina Shtork Taavi Rand                    | Estonia       |        | 23  | 48.04 | N.D. | N.D.   |
| 24                              | Natalia Kaliszek Maksym Spodyriev          | Polonia       |        | 24  | 45.46 | N.D. | N.D.   |
| 25                              | Cecilia Törn Jussiville Partanen           | Finlandia     |        | 25  | 45.11 | N.D. | N.D.   |
| 26                              | Rebeka Kim Kirill Minov                    | Corea del Sud |        | 26  | 45.09 | N.D. | N.D.   |
| 27                              | Olivia Smart Joseph Buckland               | Gran Bretagna |        | 27  | 44.32 | N.D. | N.D.   |
| 28                              | Viktoria Kavaliova Yurii Bieliaiev         | Bielorussia   |        | 28  | 43.21 | N.D. | N.D.   |
| 29                              | Olga Jakushina Andrey Nevskiy              | Lettonia      |        | 29  | 42.37 | N.D. | N.D.   |
|                                 | Nelli Zhiganshina Alexander Gazsi          | Germania      | RIT    | RIT | RIT   | RIT  | RIT    |